# Кунцевич, Евгений Евгеньевич
Евге́ний Евге́ньевич Кунце́вич (бел. Яўген Яўгенавіч Кунцэвіч; 16 августа 1988, Витебск, БССР, СССР) — белорусский футболист, защитник.

## Карьера

### Клубная
Воспитанник футбольной школы СДЮШОР-6 (Витебск). Первый тренер — Владимир Васильевич Равков.
Два года выступал за дубль клуба «Нафтан», где провёл 50 матчей и забил один гол. В 2009 году перешёл в клуб «Белшина», который на то время выступал в Первой лиге, помог команде пробиться в Высшую лигу. В БАТЭ — с февраля 2011 года. В начале 2013 года был отдан в аренду клубу «Белшина», за который уже выступал, на полгода, а в августе был переведён в «Гранит».
В марте 2014 года перешёл в «Гранит» на постоянной основе. В феврале 2015 года продлил контракт с клубом. В сезоне 2015 играл за дублирующий состав, ни разу не появившись на поле в составе основной команды.
В январе 2016 года находился на просмотре в «Городее», но не подошёл клубу. В феврале подписал контракт с мозырьской «Славией», где смог закрепиться в центре обороны команды. По окончании сезона 2016 покинул клуб.
В феврале 2017 года стал игроком минского «Торпедо». Сначала играл в стартовом составе, а в июле стал выходить на замену, и вскоре по соглашению сторон покинул клуб. В августе 2017 года стал игроком клуба «Смолевичи-СТИ», по окончании сезона 2017 покинул команду.
Позднее переехал в США.

### В сборной
Сыграл за молодёжную сборную Беларуси 25 марта 2011 года в товарищеском матче с молодёжной сборной Чехии (0:2).

## Достижения
БАТЭ
- Чемпион Беларуси (2): 2011, 2012
- Обладатель Суперкубка Беларуси (1): 2011

 «Белшина»
- Победитель Первой лиги: 2009

 «Гранит» (Микашевичи)
- Победитель Первой лиги: 2014